# New York Ninja
 (juin 2025).
Pour plus de détails, voir Fiche technique et Distribution.
New York Ninja est un film américain réalisé par John Liu et Kurtis Spieler, sorti en 2021.
Le film a la particularité d'avoir été tourné en 1984 par John Liu. Jamais diffusé ou édité, il a été redécouvert et restauré par la société Vinegar Syndrome. Kurtis Spieler a été en charge de créer un nouveau film à partir du film original, en le remontant et en lui offrant un nouveau doublage.

## Synopsis
Un ingénieur du son devient un justicier en costume de ninja blanc après l'assassinat de sa femme enceinte.

## Fiche technique
- Titre : New York Ninja
- Réalisation : John Liu et Kurtis Spieler
- Scénario : Arthur Schweitzer, John Liu et Kurtis Spieler
- Musique : Aaron Greene, Steve Greene, Greg Mastin et Voyag3r
- Photographie : Aaron Kleinman et Steven Ning
- Montage : Kurtis Spieler
- Production : Brad Henderson et Kurtis Spieler
- Société de production : Vinegar Syndrome
- Pays de production :  États-Unis
- Genre : Action et thriller
- Durée : 93 minutes
- Date de sortie : 
  - États-Unis : 2 octobre 2021 (Beyond Fest)

## Distribution
- John Liu : Liu
  - Don Wilson : Liu (voix)
- Michael Berryman : le Plutonium Killer (voix)
- Ginger Lynn : Nita (voix)
- Linnea Quigley : Randi Rydell (voix)
- Leon Isaac Kennedy : détective Jimmy Williams (voix)
- Cynthia Rothrock : détective Janet Flores (voix)

## Accueil
Dennis Harvey pour Variety a qualifié le film de « nirvana pour fan d'action rétro trash ».